# Villa del Dique

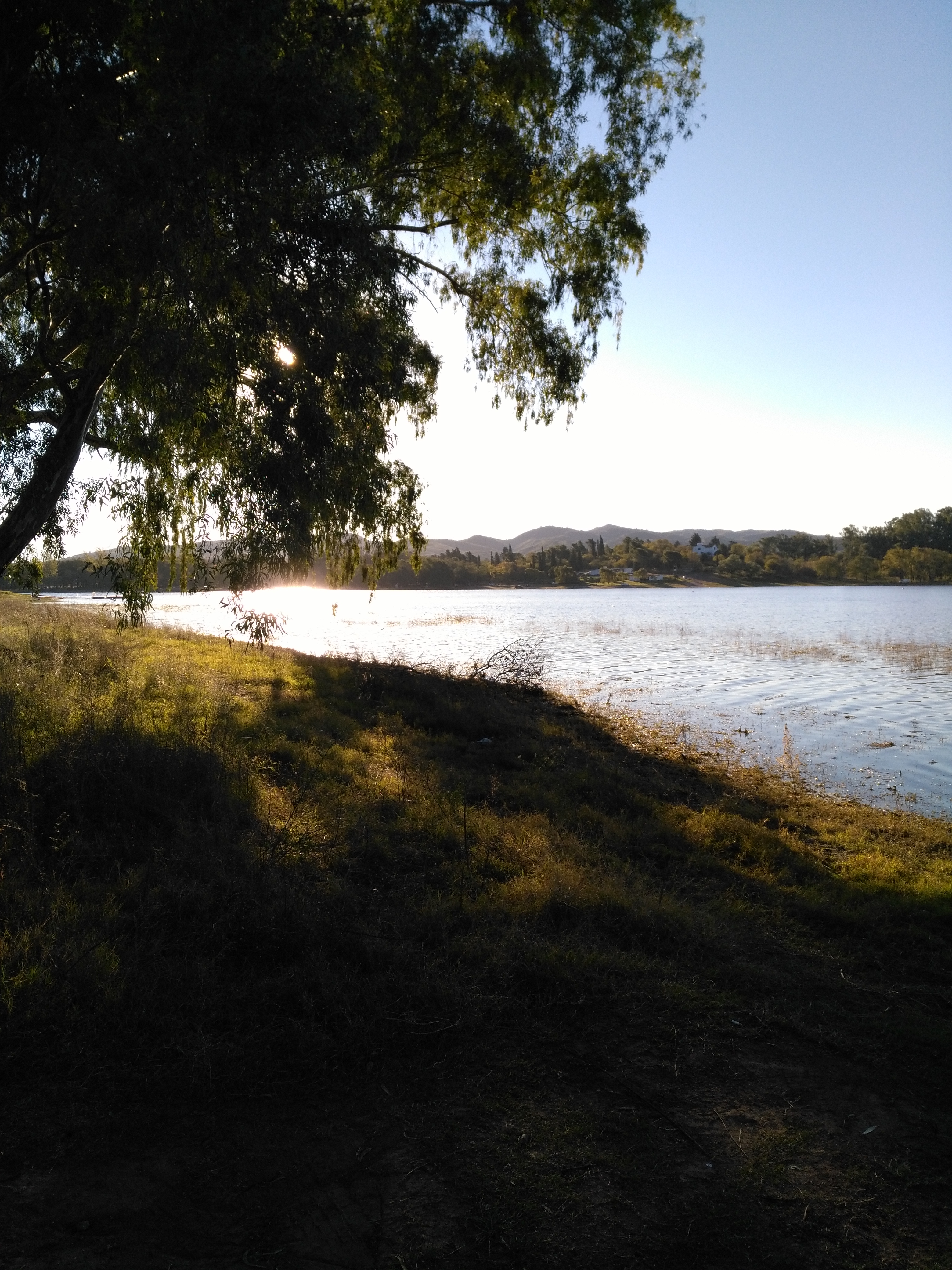
Vista de un sector de la costa del lago en Villa del Dique.

Villa del Dique es una localidad del departamento Calamuchita, en la provincia de Córdoba, República Argentina, 5 km al Norte de la ciudad de Embalse, y a 110 km de la capital provincial, sobre la ruta provincial 5.
Es una localidad con gran desarrollo turístico y con un gran desarrollo en lo relativo al sector privado, que se ubica en la margen norte del embalse Río Tercero.

## Toponimia
Mateo Osella y Enrique Marandino (sus fundadores) deciden llamar a la nueva localidad "Villa del Dique", por lindar precisamente con el recientemente inaugurado dique embalse de Río Tercero. Este se inaugura en 1934, y Villa del Dique es fundada en 1935.

## Historia
Fue fundada en 1935 por Mateo Osella y Enrique Marandino. Su Santa Patrona es Nuestra Señora de Pompeya conmemorándole los 11 de octubre.
Su crecimiento inicial se produjo de la mano del llenado del dique del embalse de Río Tercero como una opción turística que combina, lago, tranquilidad y naturaleza.
Un importante impulso a la localidad se produjo durante la construcción de la Central Nuclear Embalse (entre 1974 y 1983), lo cual generó mucha demanda habitacional y el consiguiente movimiento comercial.
Entre los años 2002/03, tras la crisis económica de 2001 ingresan algunas importantes inversiones, principalmente en el rubro Complejos de Cabañas y residencias de vacaciones en los barrios de Embalsina, Aguas Claras, Playa Grande, Villa Guadalupe y El Vallecito.

## Turismo
Villa del Dique brinda al turista distintas posibilidades en verano, invierno, o en cualquier estación del año. Se desarrollan todo tipo de actividades como trekking, pesca, windsurf, natación, excursiones todoterreno, parapente, kite-surfing, remo, pesca, actividades náuticas wakeboard, caminatas, cabalgatas con la belleza impactante del lago y las sierras, un camping municipal, Rally Mundial, comidas típicas, carnavales, entre otras.
La perla de calamuchita cuenta con la infraestructura dedicada al turismo de todos los niveles sociales.

## Servicios
Villa del Dique cuenta con provisión de Energía Eléctrica, Agua Corriente y Telefonía distribuidas por la Cooperativa de Obras y Servicios Públicos Limitada. Hay acceso a varios servicios de Internet vía ADSL y WireLess, con algunos spots WiFi en hoteles, paradores y complejos de cabañas. Se dispone de buena señal para Claro, Personal y Movistar.
Puede accederse a TV por servicio de cable y DirecTV. Hay 2 emisoras de radio locales, y se sintonizan varias regionales.
Hay una extensión de mostrador de la Sucursal Embalse del Banco de la provincia de Córdoba (Bancor), con un cajero automático habilitado de la red Link.
Se cuenta con una fuente de extracción de agua mineral de acceso público.
Transitan diversas empresas de transporte de corta, media y larga distancia como Buses LEP, San Juan Mar del Plata, Chevallier, Vía TAC, TUS (Transportes Unidos del Sud). Además cuenta con una buena dotación de taxis y remises.
Hay una estación del Automóvil Club Argentino  y una estación de GNC a metros del arco del barrio Villa Nueva. Además, de las estaciones de GNC en Embalse (12 km) y Santa Rosa de Calamuchita (24 km).
Se dispone de una oficina de Correo Argentino, y servicios de encomiendas como Oca Postal.  Se cuenta además con servicio de RapiPago y PagoFácil en la localidad.
Hay alrededor de 60 complejos, cabañas y casas de alquiler, hoteles, entre ellos Hotel Amerian y hosterías. El comercio local es muy poco variado, con solo dos  supermercados. También hay almacenes, carnicerías, verdulerías, indumentaria, regionales, maxikioscos, etc. La gastronomía local es amplia y hay unas cuantas opciones en restaurantes, bares, confiterías, casas de té, crevecerías artesanales. Comercios de diferentes rubros se agrupan en la Asociación de Turismo, Industria, Comercio y Afines.
En materia de salud, en Villa del Dique funciona el hospital municipal Dr. Luis A. Rivarola con atención las 24 horas, un dispensario municipal, dos centros médicos y consultorios de análisis clínicos y odontología. Dos farmacias comparten la atención de turnos. Si trae mascotas, cuenta con médico veterinario.

## Población
Cuenta con 5083 habitantes (Indec, 2022), lo que representa un incremento del 36% frente a los 3236 habitantes (Indec, 2010) del censo anterior. Integra el aglomerado denominado Villa del Dique - Villa Rumipal que cuenta con una población de 9.111 habitantes (Indec, 2022). Indicando un incremento del 39% frente a los 5482 habitantes del censo anterior (Indec, 2010).
| Gráfica de evolución demográfica de Villa del Dique entre 1991 y 2022 |
|                                                                       |
| Fuente: Censos nacionales del INDEC                                   |

## Barrios
La localidad cuenta 19 barrios
- Aguas Claras
- El Vallecito
- Embalsina
- Playa Grande
- Zona Comercial
- Zona del Valle
- Zona Náutica
- Residencial A
- El Vivero
- Villa Nueva
- La Sierrita
- I.P.V.
- Pinar de Jeremías
- Villa Guadalupe
- Residencial B
- Zona Bello Horizonte
- Villa del Dique Norte
- El Peñón
- El Manantial

## Sismicidad
La sismicidad de la región de Córdoba es frecuente y de intensidad baja, y un silencio sísmico de terremotos medios a graves cada 30 años en áreas aleatorias. Sus últimas expresiones se produjeron:
- 22 de septiembre de 1908 (116 años), a las 17.00 UTC-3, con 6,5 Richter, escala de Mercalli VII; ubicación 30°30′0″S 64°30′0″O / -30.50000, -64.50000; profundidad: 100 km; produjo daños en Deán Funes, Cruz del Eje y Soto, provincia de Córdoba, y en el sur de las provincias de Santiago del Estero, La Rioja y Catamarca[4]

- 16 de enero de 1947 (78 años), a las 2.37 UTC-3, con una magnitud aproximadamente de 5,5 en la escala de Richter (terremoto de Córdoba de 1947)[3]

- 28 de marzo de 1955 (70 años), a las 6.20 UTC-3 con 6,9 Richter: además de la gravedad física del fenómeno se unió el desconocimiento absoluto de la población a estos eventos recurrentes (terremoto de Villa Giardino de 1955)

- 7 de septiembre de 2004 (20 años), a las 8.53 UTC-3 con 4,1 Richter

- 25 de diciembre de 2009 (15 años), a las 21.42 UTC-3 con 4,0 Richter

### Educación
- Instituto Secundario Fray Mamerto Esquiú (Bachiller en Economía y Administración / Bachiller en Informática)
- Escuela primaria Almirante Guillermo Brown
- Jardín de infantes Almirante Guillermo Brown
- Guardería municipal Manitos de Luz
- Escuela Primaria Nicolás Avellaneda (en zona La Sierrita)
- CENMA 211 Anexo (Secundario para Adultos)